# Vacances sous les tropiques
Pour plus de détails, voir Fiche technique et Distribution.
Vacances sous les tropiques, ou Vacances au soleil au Québec  (Holiday in the Sun) est une comédie américaine réalisée par Steve Purcell, sortie en 2001.

## Synopsis
Madison et Alex passent leurs vacances d'hiver avec leurs parents sur l'île Paradise aux Bahamas. Entre jet ski, baignade avec des dauphins, scooter, shopping, balade à cheval et promenade au clair de lune... les filles déclenchent une tornade d'événements et de romances tropicales.

## Fiche technique
- Réalisation : Steve Purcell
- Scénario : Brent Goldberg et David Wagner
- Production : Neil Steinberg et Natan Zahavi
- Musique originale : Steve Porcaro
- Photographie : David Lewis
- Montage : Sherwood Jones
- Décors : Batia Grafka
- Costumes : Karla Stevens
- Distribution : Myriad pictures
- Pays :  États-Unis
- Langue : anglais
- Date de sortie : 
  -  États-Unis : 20 novembre 2001

## Distribution
- Mary-Kate Olsen (VF : Dorothée Pousséo ; VQ : Bianca Gervais) : Madison Stewart
- Ashley Olsen (VF : Dorothée Pousséo ; VQ : Bianca Gervais) : Alex Stewart
- Ben Easter (VQ : Renaud Paradis) : Jordan
- Austin Nichols (VF : Alexandre Gillet ; VQ : Philippe Martin) : Griffen Grayson
- Megan Fox (VF : Laura Préjean ; VQ : Nadia Paradis) : Brianna Wallas
- Ashley Hughes : Keegan
- Markus Flanagan (VF : Guy Chapellier ; VQ : François Trudel) : Harrison Stewart
- Jamie Rose (VF : Véronique Augereau ; VQ : Anne Bédard) : Judy Stewart
- Jeff Altman (VQ : Sylvain Hétu) : Chad
- Wendy Schaal : Jill
- Billy Aaron Brown (VQ : Hugolin Chevrette-Landesque) : Scott
- Dawn Forbes (VF : Vanina Pradier) : Katherine

 Source et légende : version française (VF) sur RS Doublage et selon le carton du doublage français sur le DVD zone 2.